# Радко-Димитриево
Радко-Димитриево (болг. Радко Димитриево) — село в Болгарии. Находится в Шуменской области, входит в общину Шумен. Население составляет 331 человек.

## Политическая ситуация
В местном кметстве Радко-Димитриево, в состав которого входит Радко-Димитриево, должность кмета (старосты) исполняет Веселин  Борисов Станев (Болгарская социалистическая партия (БСП)) по результатам выборов правления кметства.
Кмет (мэр) общины Шумен — Красимир Благоев Костов (Болгарская социалистическая партия (БСП)) по результатам выборов в правление общины.